# Tarnów

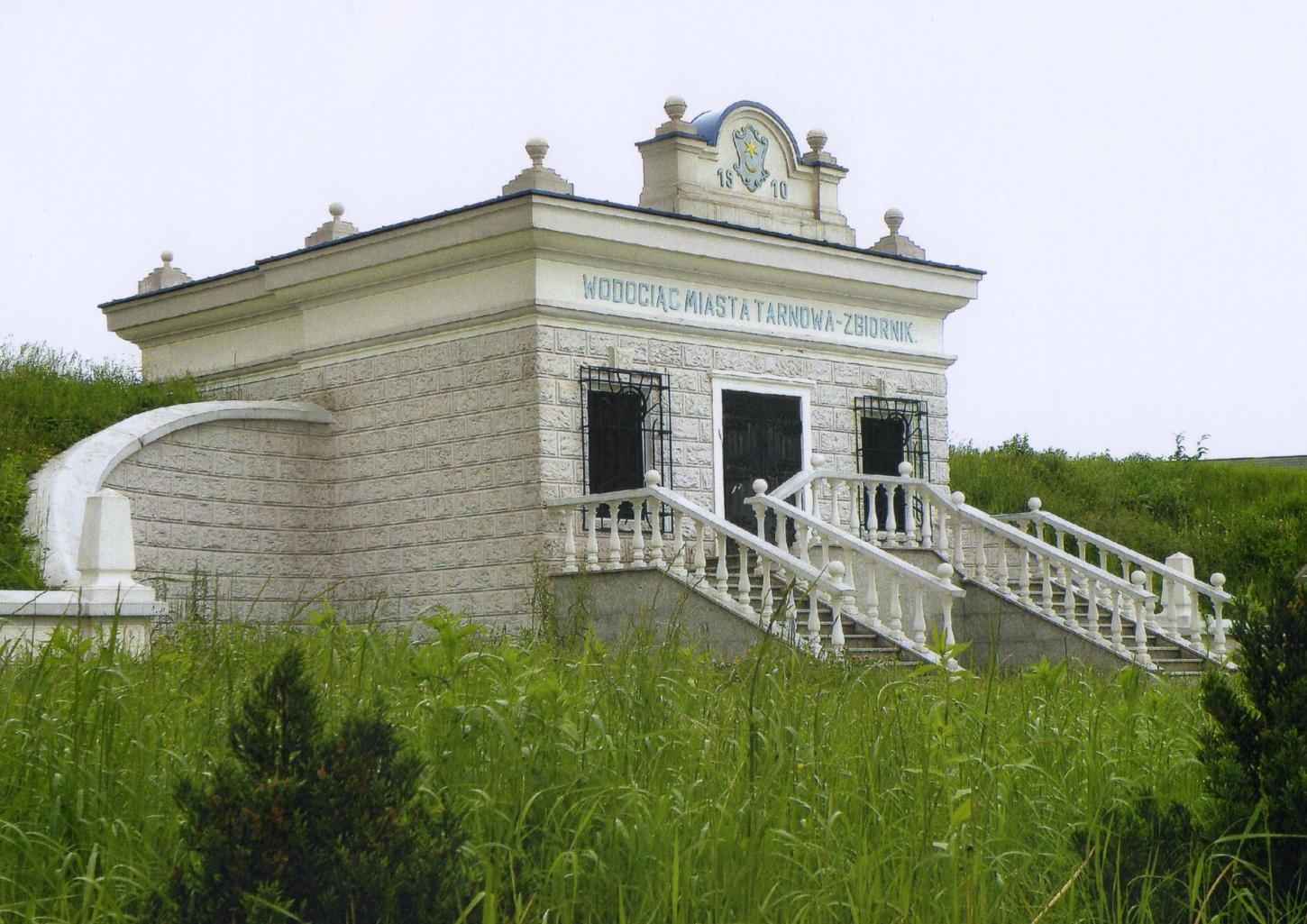
Tarnów

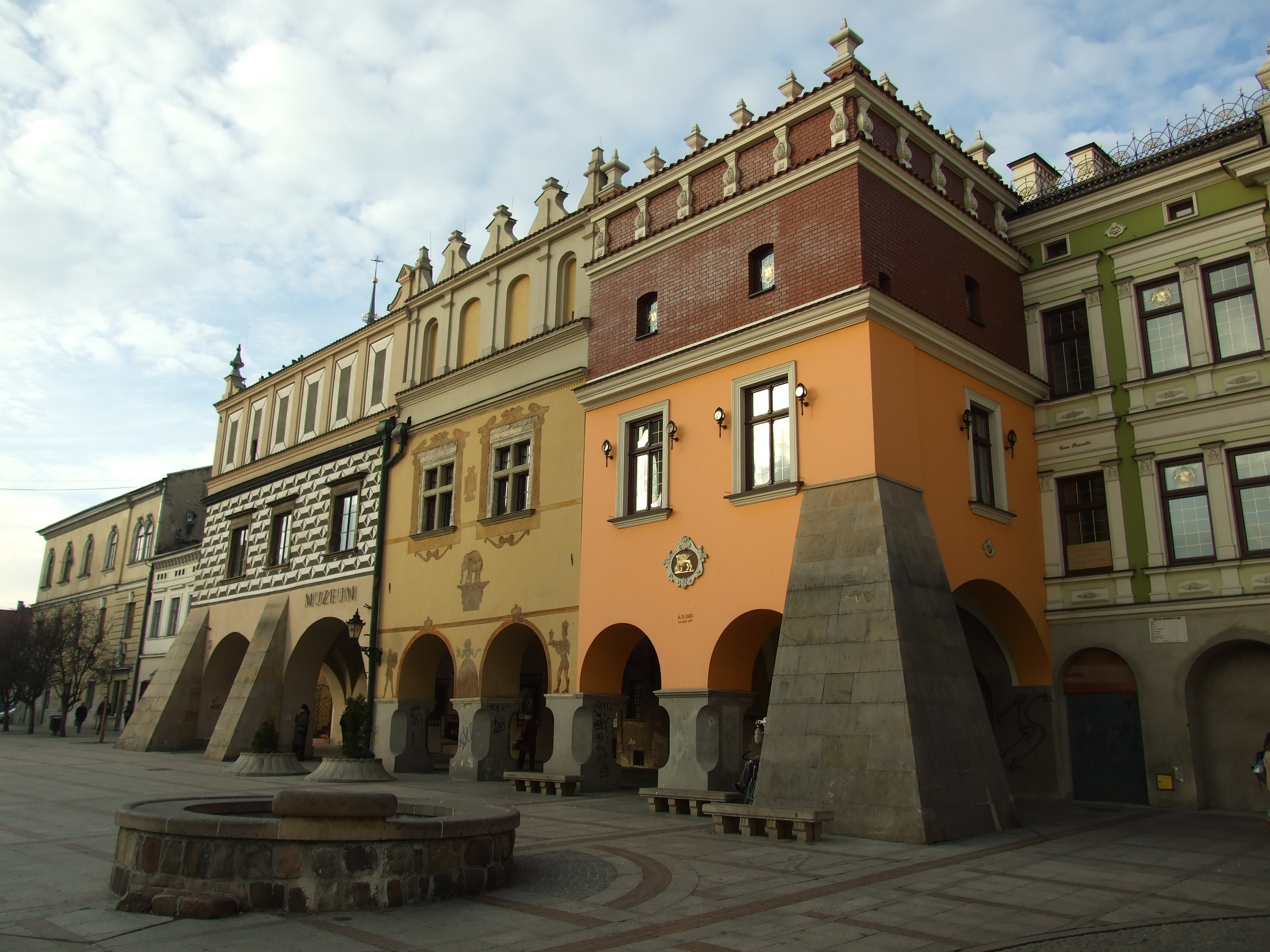
Muzeul de istorie în Tarnów

Tarnów [ˈtarnuf] este un municipiu în județul Tarnów, voievodatul Polonia Mică, în sudul Poloniei cu 115.341 locuitori (iunie 2009). Municipiul este localizat între dealurile aparținând munților Carpați între râurile Dunajec și Biała.  Suprafața municipiului este de 72,4 km2, având 16 cartiere (osiedla).
Orașul se află în Voievodatul Polonia Mică din 1999, dar în perioada 1975-1998 a fost capitala voievodatului Tarnów.
Tarnów este un nod feroviar important, situat pe legătura strategică est-vest, de la Liov la Cracovia. De asemenea, de la Tarnów pornesc două linii - o linie principală spre sud, spre granița cu Slovacia, prin Stróże, precum și o linie spre nord spre Szczucin (acum scos din uz).
În prima mențiune documentară a așezării (1105), numele municipiului apare ca Tharnow, care mai târziu a evoluat în Tarnowo (1229), Tarnow (1327), Tharnow (1473). Numele Tarnów este utilizat pe scară largă în diferite forme în zona slavă a Europei, și terenuri care erau locuite de slavi, cum ar fi Germania de Est, Ungaria și nordul Greciei.

## Istoria municipiului
La mijlocul secolului al IX-lea, pe Dealul Sf. Martin din Tarnow (2,5 km de centrul orașului de astăzi), a fost fondat o fortăreață slavă, probabil de vistulani. Datorită eforturilor depuse de arheologii locali, știm că mărimea fortului a fost de aproape 16 de hectare, și a fost înconjurat de un val de pământ. Așezarea a fost probabil distrusă în anii 1030 sau anii 1050, în timpul unei revolte populare împotriva creștinismului (a se vedea Creștinarea Poloniei), sau invazia cehă a Poloniei Mici. La mijlocul secolului al XI-lea, un nou fort a fost construit pe râul Biala. A fost o proprietate regală, care la sfârșitul secolului al XI-lea sau începutul sec. al XII-lea fost predat abației benedictine Tyniec. Numele Tarnow, cu o altă ortografie, a fost pentru prima dată menționat într-un document de legatul papal, Cardinalul Gilles de Paris (1124).

## Climat
Tarnów este unul dintre cele mai calde orașe din Polonia. Ea are una dintre cele mai mari temperaturi medii anuale din țară,  9,3 °C. Temperatura medie în ianuarie este de -2 °C și 19.7 °C, în iulie. Tarnów are cea mai lungă de vară în Polonia, de la mijlocul lunii mai până la mijlocul lunii septembrie (118 zile).

## Educație
Instituții de învățământ în Tarnów:
- Małopolska Wyższa Szkoła Ekonomiczna
- Państwowa Wyższa Szkoła Zawodowa în Tarnów
- Wyższa Szkoła Biznesu
- Liceul Papa Ioan Paul al II-lea

## Personalități din Tarnów
- Baron Henry Apfelbaum
- Józef Bem (1794-1850), general polonez
- Roman Brandstaetter (1906-1987), scriitor evreu
- Józef Cyrankiewicz (1911-1989)
- Charles Denner (1926-1995), actor francez
- Jacek Dukaj (n.1974)
- Ignace J (ay). Gelb (1907-1985), istoric asirolog evreu american
- Allan Gray (născut Josef Żmigród, 1902-1973), compozitor
- Michał Heller (n. 1936)
- Rabinul Lob Iuda Ben Isaac, rabin
- Jozef Kapustka (n.1969), pianist
- Neftali Keller, savant evreu, fiul lui Israel Mendel Keller
- Leon Kellner (1859 -?), Savant evreu [1]
- Tadeusz Klimecki (23 noiembrie 1895 - 04 iulie 1943, Gibraltar), șef de Stat Major polonez
- José Krakover, fotograf evreu [2]
- Zbigniew Strzałkowski (1958-1991), călugăr franciscan minorit, ucis în Peru
- Thomas Bosco-Cwiok (n. 1989), jucător de golf profesionist polonez
- Krystyna Kuperberg (născut Trybulec, 1944, Tarnów)
- Spycimir Leliwita
- Siegfried Lipiner (1856, Jarosław - 1911), poet evreu galician-austriac [3]
- Anny Ondra (1903-1987), actor ceh
- Joseph Gunther Oettinger, medic evreu galițian-austriac [4]
- Tony Rickardsson, motociclist, rezident de onoare (din 22 iunie 2006)
- Dorota Sacha-Krol, dr. savant, gânditor
- Eustachy Stanisław Sanguszko (1842, Tarnów - 1903),  politician conservator
- Wilhelm Sasnal (născut 1972, Tarnow), un pictor polonez
- Sylwia Świerczek-Rodan, artist
- Ianuarie Szczepanik (1872, Rudniki - 1926, Tarnów), inventator polonez
- Jan Tarnowski (1488, Tarnów - 1561),
- Jan z Tarnowa (c.1349-1409)
- Rafał z Tarnowa (c. 1330-1373)
- Rabinul Marcus Weissmann-Chajes (1830-1914), savant evreu [5]
- Rabinul Salo Wittmayer Baron (1895-1989), istoric evreu
- Wilhelm Friedrich Wolff jurnalist, prieten apropiat al lui Karl Marx
- Franciszek Zachara (1898-1966), compozitor și pianist
- Mateusz Klich (1990-prezent), fotbalist

## Orașe înfrățite cu Tarnów
- Biała Cerkiew –  Ucraina
- Blackburn –  Regatul Unit
- Casalmaggiore -  Italia
- Kiskőrös –  Ungaria
- Kotłas –  Rusia
- Nowy Sącz -  Polonia
- Tarnopol –  Ucraina
- Trenczyn –  Slovacia
- Schoten -  Belgia
- Veszprém –  Ungaria
- Varșovia -  Polonia
- Winnica -  Ucraina